# Pigmentos del Antiguo Egipto

Amón tras el periodo Amarna se representaba con la piel de color azul simbolizando así su asociación con el aire y la creación primigenia

Los pigmentos del Antiguo Egipto son el conjunto de materiales colorantes usados para fabricar pinturas en el Egipto histórico anterior a la dominación romana. En la mayoría de los casos se trataba de pigmentos inorgánicos de origen mineral o sintético que presentaban unas buenas solideces generales tales como el brillo y la intensidad de color. Estos pigmentos se utilizaban para elaborar las pinturas que decoraban las obras sagradas (templos, tumbas, sarcófagos), las obras suntuarias (palacios, estatuas, casas, estelas) y numerosos objetos de la vida cotidiana. En general, la mayoría de los pigmentos que se usaban en el Imperio Antiguo, Medio o Nuevo eran de procedencia local o estaban sintetizados localmente, aunque posiblemente un pequeño número fuera de importación.
La elección de los colores en el arte pictórico del antiguo Egipto era el resultado de una serie de consideraciones que tenían en cuenta tanto los pigmentos disponibles en cada momento como el simbolismo y estética que el artista quería transmitir. Los artistas egipcios tenían a su disposición seis colores básicos: blanco, negro, rojo, amarillo, verde y azul. Con una paleta tan limitada, cada color podía tener varias interpretaciones o simbolismos, que dependían del mensaje político, religioso, social... que se quería transmitir a través de las decoraciones parietales de las obras sagradas o suntuarias. Por ejemplo, cuando Amón era representado con la piel de color azul, se estaba aludiendo a su aspecto cósmico. Así mismo, la paleta de color y la preparación de las pinturas podía variar en función de la superficie a decorar o los gustos de la Dinastía reinante.

## Blanco Techo

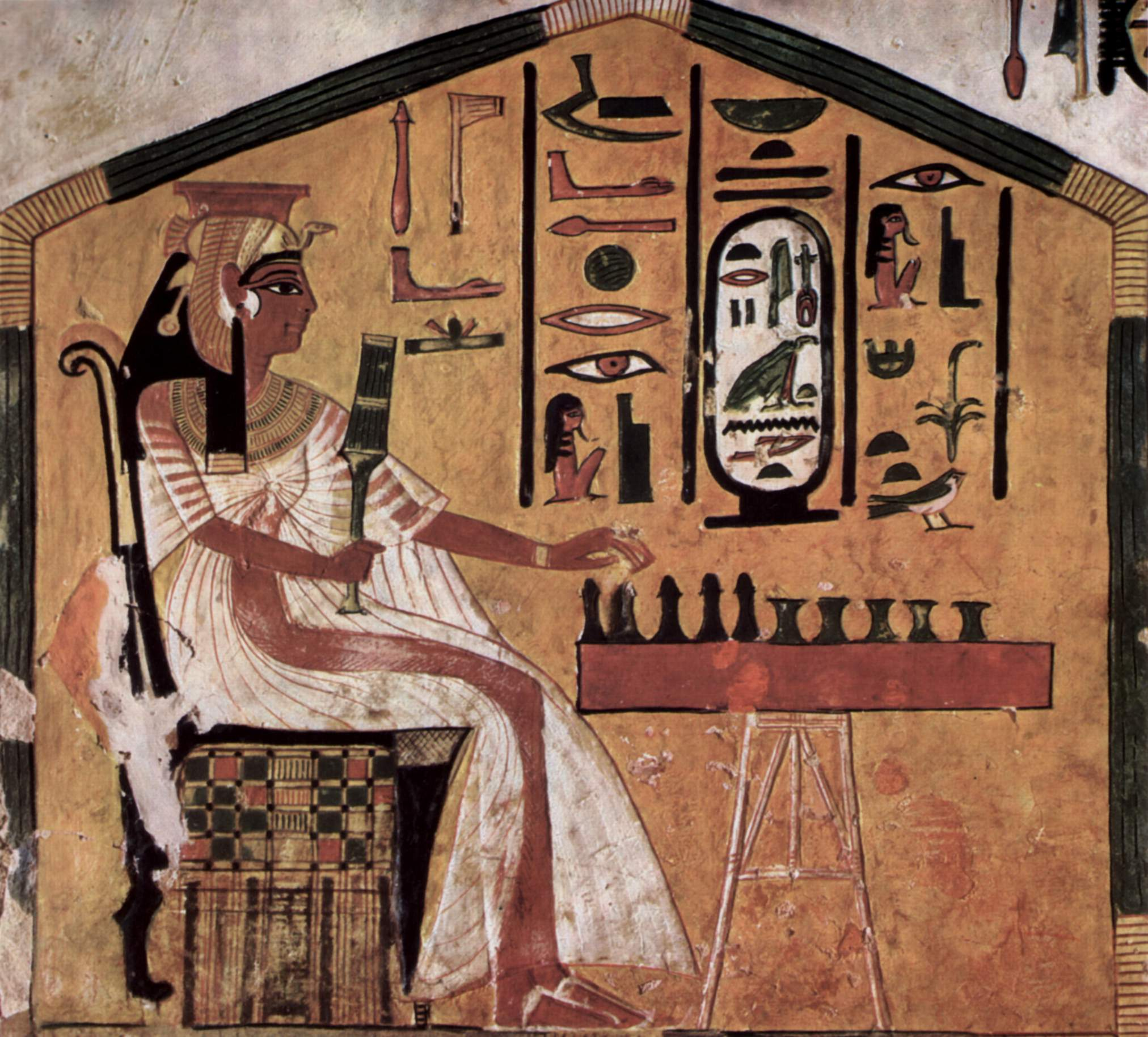
Escena de la tumba de Nefertari (Dinastía XIX)

El color blanco (ḥḏ  y  šsp) es el color de la limpieza y, en consecuencia, de la pureza y la santidad. Este color se usaba para representar el vestido de la mayoría de egipcios y simbólicamente blanco estaba estrechamente relacionado con el sacerdocio.
Los pigmentos blancos más empleados por los artistas egipcios se preparaban a partir de caliza, huntita y yeso.

### Caliza
La caliza es una roca sedimentaria muy abundante en todo el territorio egipcio, compuesta mayoritariamente por carbonato cálcico
(CaCO3) más o menos puro. Las conchas de moluscos finamente molidas eran una fuente alternativa de carbonato cálcico de gran pureza. No obstante, tampoco deberíamos descartar que también se usaran cáscaras de huevo machacadas, aunque no disponemos de evidencias contrastadas.

### Huntita
La huntita es un carbonato de calcio y magnesio, Mg3Ca(CO3)4. Riederer la identificó por primera vez en 1974 al analizar cerámica datada en el Segundo Periodo Intermedio y en el Imperio Nuevo. Green y Ambers confirmaron, años después, que tanto la huntita como la calcita y el yeso eran usados como pigmentos blancos por los antiguos egipcios. La huntita fue utilizada durante el Imperio Antiguo para pintar estatuas de madera y en el Imperio Medio para decorar ataúdes. McCarthy al estudiar las paredes pintadas de la tumba de Suemniwed (Imperio Medio) en Tebas encontró que la huntita era empleada como capa inferior preparatoria sobre la que se extendía la pintura preparada con ocres amarillos o rojos a fin de mejorar el brillo final del conjunto. Por otro lado, Shedid reporta que también se encontró huntita en la decoración de las paredes de dos tumbas, TT89 y TT104 (datadas a mediados de la Dinastía XVIII)  de la necrópolis de Tebas.

### Yeso
La principal aplicación del yeso (sulfato de calcio hidratado, CaSO4.2H2O) en el Antiguo Egipto era la construcción. Se usaba como revestimiento y soporte de los bajorrelieves pintados en multitud de tumbas. Su empleo como pigmento está acreditado en todos los periodos históricos del Antiguo Egipto, aunque no hay muchos ejemplos. Middleton y Humphrey encontraron en la decoración de ataúdes del Imperio Medio pequeñas cantidades de un pigmento blanco cuyo componente principal era el yeso. Mezclado con carbón permitía la obtención de distintas tonalidades de grises.
Entre los pigmentos blancos empleados en Egipto no está la cal a pesar de que era conocida y usada por las sociedades vecinas con las que mantenía relaciones comerciales. Forbes escribió: “El conocimiento de la cal viva se remonta a tiempos muy antiguos en Próximo Oriente, pero no en Egipto, donde fue introducida en época grecorromana”. Lucas, más contundente, afirmó “… el carbonato cálcico (caliza) y el sulfato de calcio (yeso), eran los únicos pigmentos blancos conocidos…”. Estas afirmaciones concuerdan con el hecho de que los egipcios nunca usaron la técnica del fresco verdadero ni otras técnicas pictóricas relacionadas con el uso de la cal.

## Negro
Para los egipcios el negro (km) era el color de la noche y de la muerte, pero también podía simbolizar el concepto de resurrección de los muertos e, incluso, la fertilidad. Aunque parezca paradójico, podía representar la propia vida. Estas connotaciones eran probablemente consecuencia de la asociación del color negro con el aspecto que ofrecían las tierras recubiertas con una capa del limo vivificante del mismo color después de la inundación anual del Nilo. Como resultado de este aspecto, los egipcios llamaban a su país kmt que significa “La Tierra Negra”.
Los artistas egipcios usaban el negro como color estándar para colorear el cabello y para representar el color de la piel de la gente del sur (Nubia y Kush).

### Negro de carbón
El negro de carbón o negro de humo, es carbón finamente dividido en forma más o menos pura. En los tiempos más antiguos se obtenía rascando el fondo de los calderos o las paredes de los hornos. Más tarde, los egipcios aprendieron a fabricarlo quemando materias primas adecuadas (por ejemplo: maderas resinosas, aceites vegetales, grasas animales) y canalizando el humo producido para que entrara en contacto con paredes frías y así facilitar la separación de las partículas de hollín.
El negro de carbón se utilizó abundantemente en la decoración de los bajorrelieves de las tumbas, como la de Menna (TT69) en la necrópolis tebana. El negro de carbón también se utilizó para la decoración de cerámica en época predinástica y fue la materia prima básica para la fabricación de tinta para los escribas a lo largo de toda su historia.

### Carbón de leña
Lo más común era usar carbón de leña finamente dividido (a menudo procedente de tamariscos –arbusto abundante en Egipto-), lo que lo hace fácilmente reconocible al microscopio al visualizar su estructura celular.

### Pirolusita
De uso más raro fue la pirolusita (dióxido de manganeso MnO2). Este pigmento fue identificado en los relieves pintados de la tumba de Djehutyhotep en El-Bersheh (finales de la Dinastía XII). Así mismo, Lucas informó sobre el hallazgo de pirolusita en el yacimiento predinástico de Maadi, aunque no se ha clarificado si fue usado como pigmento decorativo o como pintura de ojos.

## Rojo

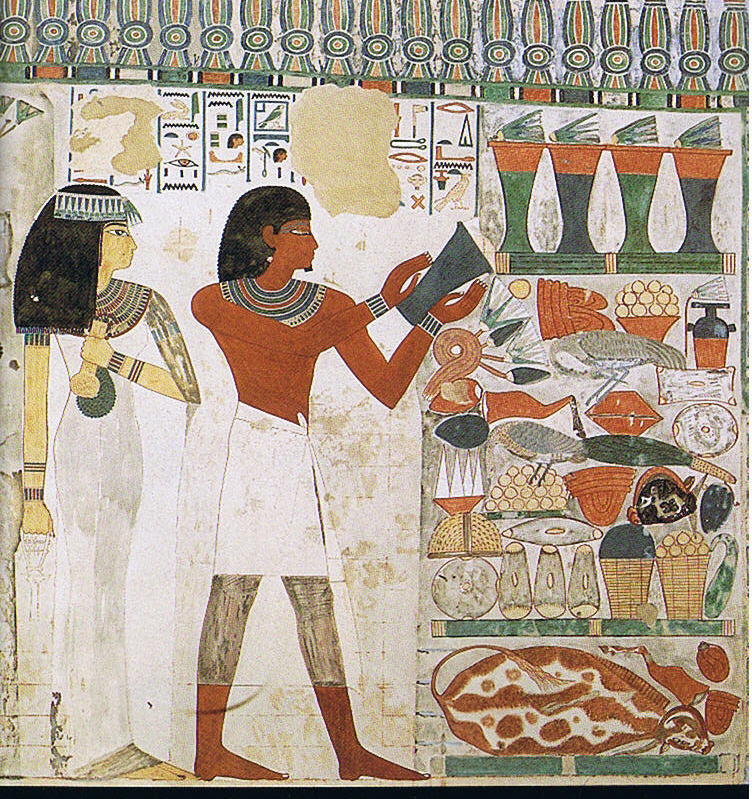
Pintura mural de la tumba de Amenemhat y su mujer Hemet (Dinastía XVIII). La piel de los hombres se coloreaba con ocre rojo y la de las mujeres con ocre amarillo.

El color rojo (dšr) se asociaba con el fuego y con la sangre. Según esta relación simbolizaba la vida y la regeneración pero también podría estar relacionado con fuerzas peligrosas descontroladas que amenazaban el orden establecido (maat). En este caso significaba ira, destrucción y muerte. Era el color del desierto (dšrt) que se consideraba lo opuesto a la fértil Tierra Negra  (kmt).
Era el tono con el que los artistas egipcios coloreaban habitualmente la piel del hombre egipcio.

### Ocre rojo
El pigmento rojo más usado a lo largo de toda la historia de Egipto fue el ocre en prácticamente todos sus matices. El ocre fue un pigmento muy apreciado por su resistencia a la luz, por su poder cubriente y por la facilidad con la que se mojaba por el ligante.
El ocre rojo es un pigmento mineral natural cuyo color es debido a la presencia de “hematita” (óxido de hierro III - Fe2O3). Se presenta en forma terrosa y suele ir mezclado con arcilla o creta en proporciones variables dependiendo del lugar de origen. Los yacimientos más importantes de ocre rojo se hallaban en el Sinaí. En el Alto Egipto lo encontramos en la zona de Abu Simbel y a lo largo de la costa del Mar Rojo. Por sus excelentes características pigmentarias el ocre rojo fue ampliamente utilizado en la decoración parietal de las tumbas y en la preparación de tinta roja para escribir y dibujar sobre papiros. También se utilizó para decorar cerámica y para elaborar cosméticos.
Durante la Dinastía XII se inició, según Colombo, la producción de ocre artificial por calcinación de ocre amarillo aunque Forbes duda que los egipcios llegaran a realizar este proceso.

### Rejalgar
El rejalgar, (α-As4S4) es un mineral rojo poco sólido a la luz y que se descompone fácilmente en para-rejalgar (γ-As4S4). Era conocido en Egipto ya que se empleaba, junto al oropimente, en la fabricación de cosméticos (colorete). También se le ha encontrado, junto a su producto de descomposición para-rejalgar, en papiros. La bibliografía aporta algunas referencias, no muchas, acerca del empleo del rejalgar como pigmento rojo de elección de los artistas egipcios, pero no parece que su uso estuviera muy extendido. Tras sus investigaciones, Middleton y Humfrey informaron que el rejalgar no fue utilizado antes del Imperio Nuevo.

### Minio
El minio (Pb3O4), según Lucas y Forbes, llegó a Egipto de la mano de los romanos.

## Amarillo
En el Egipto antiguo el amarillo (ḳnt) representaba a lo eterno, imperecedero y, por supuesto, indestructible y estaba estrechamente relacionado con el oro y el sol. Se consideraba que la carne y los huesos de los dioses eran de oro puro y por eso se pintaban de color amarillo.
Era el color con el que los artistas egipcios coloreaban la piel de las mujeres egipcias.

### Ocre amarillo
El ocre amarillo era el pigmento amarillo más antiguo y más usado. Se le ha identificado en numerosas muestras cuya datación va desde la Dinastía V hasta el periodo romano. El ocre amarillo es una mezcla de óxidos de hierro, entre los que se encuentran la limonita (2Fe2O3.3H2O) y la goethita (FeO.OH). Los yacimientos más importantes estaban en los alrededores de Tebas, en los oasis del Desierto Líbico, pero también se encontraba en el Desierto Oriental. 

### Oropimente

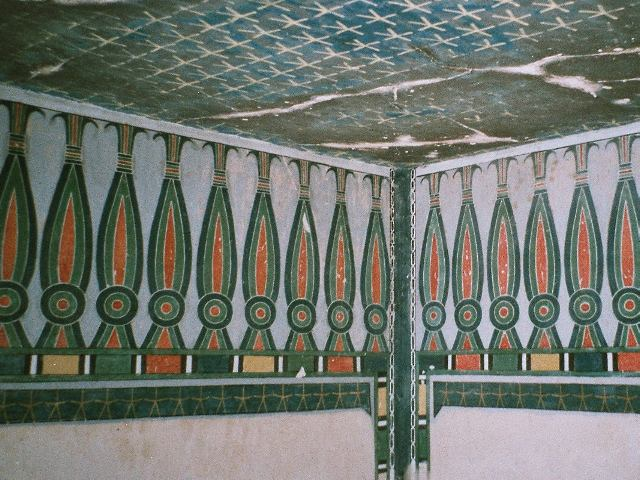
Detalle de las estrellas amarillas que decoran el techo de la tumba de Tutmosis III (Dinastía XVIII).

A partir de la segunda mitad de la Dinastía XVIII se empezó a usar el oropimente (ḳnit) (trisulfuro de arsénico: As2S3), era un mineral que podía proceder de los yacimientos que se encontraban a lo largo de la costa del Mar Rojo, en la zona donde se hallan las ciudades actuales de Um Harba y de Abu Dabbab (contrariamente a la afirmación de Lucas que dice que no existe oropimente en Egipto) o podía ser importado del Kurdistán, Siria o Anatolia. El uso más antiguo conocido del oropimente como pigmento se remonta al Imperio Medio. Se encuentra en la decoración pintada de ataúdes de madera, en estelas y en preparados cosméticos. Fue identificado en un pequeño saco hallado en la tumba del faraón Tutankamón. Uda y colaboradores lo encontraron en el palacio de Malkata fundado por Amenhotep III (Dinastía XVIII). El Aal y colaboradores lo hallaron en las estrellas amarillas que decoran el techo de la tumba de Tutmosis III (Dinastía XVIII) en el Valle de los Reyes. También se le encuentra en las pinturas murales de las tumbas de Tebas de la misma época.

### Litargirio
Forbes nos habla del uso de otro pigmento amarillo brillante, el litargirio (óxido de plomo II, PbO). La afirmación de Forbes se ha visto corroborada por las aportaciones de Le Fur afirmando que el litargirio se encuentra en algunas pinturas.

### Jarosita
Finalmente citamos la jarosita, (sulfato de potasio y hierro hidratado básico: KFe3(SO4)2(OH) 6) que no es más que un ocre amarillo de matiz parecido a la Tierra de Siena natural. La primera identificación de este pigmento en contexto egipcio se debe a Noll que lo encontró en cerámica decorada procedente de El Tarif (Dinastía XI). Si en lugar de potasio encontramos sodio (Na) el mineral hallado se denomina natrojarisita. El Goresy y colaboradores identificaron jarosita como pigmento en pinturas murales egipcias, Le Fur y Delcroix la encontraron en pinturas murales de Karnak datadas en el Imperio Medio, Colinard identificó jarosita o natrojarosita o una mezcla de ambas, con presencia de aluminio, en artefactos de piedra. En medio de estos hallazgos, Schiegl y colaboradores piensan que la presencia de jarosita y natrojarosita en los monumentos egipcios se debe a los productos de descomposición de un pigmento vitrificado que contiene hierro, potasio y azufre. Esta hipótesis fue rechazada por parte de otros investigadores, ya que no se hallaron evidencias del supuesto pigmento precursor.

## Verde

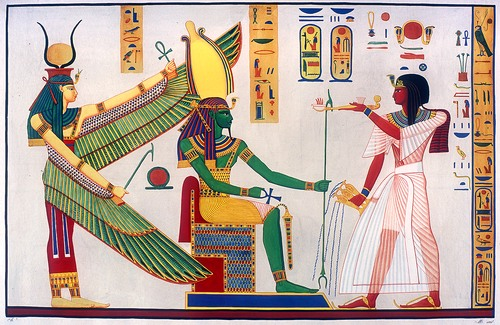
Ramses III incensando y libando frente a Ptah-Sokar-Osiris, protegido por Isis alada. Tumba de Ramsés III (Dinastía XX).

El color verde (wʒḏ) era para los antiguos egipcios, símbolo de frescura y vida. Los dioses de la tierra y de la fertilidad, Geb y Osiris se solían representar con la piel de color verde; además, este color era también un potente signo de resurrección.
Los artistas egipcios encontraron el color verde en la industria del cobre. La metalurgia del cobre era conocida en el Valle del Nilo desde hacía milenios y por tanto los minerales utilizados para su elaboración eran conocidos y ampliamente comercializados. La fuente principal de suministro eran las minas del Sinaí que los egipcios explotaron a partir de la Dinastía III, la secundaria se encontraba en el Desierto Oriental. Además del cobre procedente de las minas locales, se importaba mineral de Siria y, sobre todo, de Chipre.

### Malaquita
La malaquita (carbonato básico de cobre, CuCO3•Cu(OH)2) era uno de los pigmentos verdes más importantes, usado como cosmético desde épocas remotas hasta mediados de la Dinastía IV y como pigmento para la decoración de tumbas a partir de este momento. A menudo el mineral se presenta asociado con la azurita que imparte al pigmento un matiz azulado que no es reproducible en las versiones sintéticas.

### Crisocola
La crisocola (silicato de cobre y aluminio hidratado (Cu, Al)2H2Si2O5(OH)4.nH2O) ha sido identificada en la pintura decorativa de tumbas de la Dinastía XII en el-Bersha y en Kahun.

### Paratacamita
En una investigación publicada en 1987 se encontró paratacamita (Cu2Cl (OH)3Cl) en el color verde al analizar veintiún relieves y trece esculturas del Imperio Antiguo que se guardaban en el Departamento de Antigüedades Egipcias del Museo del Louvre.

### Verde egipcio o frita verde

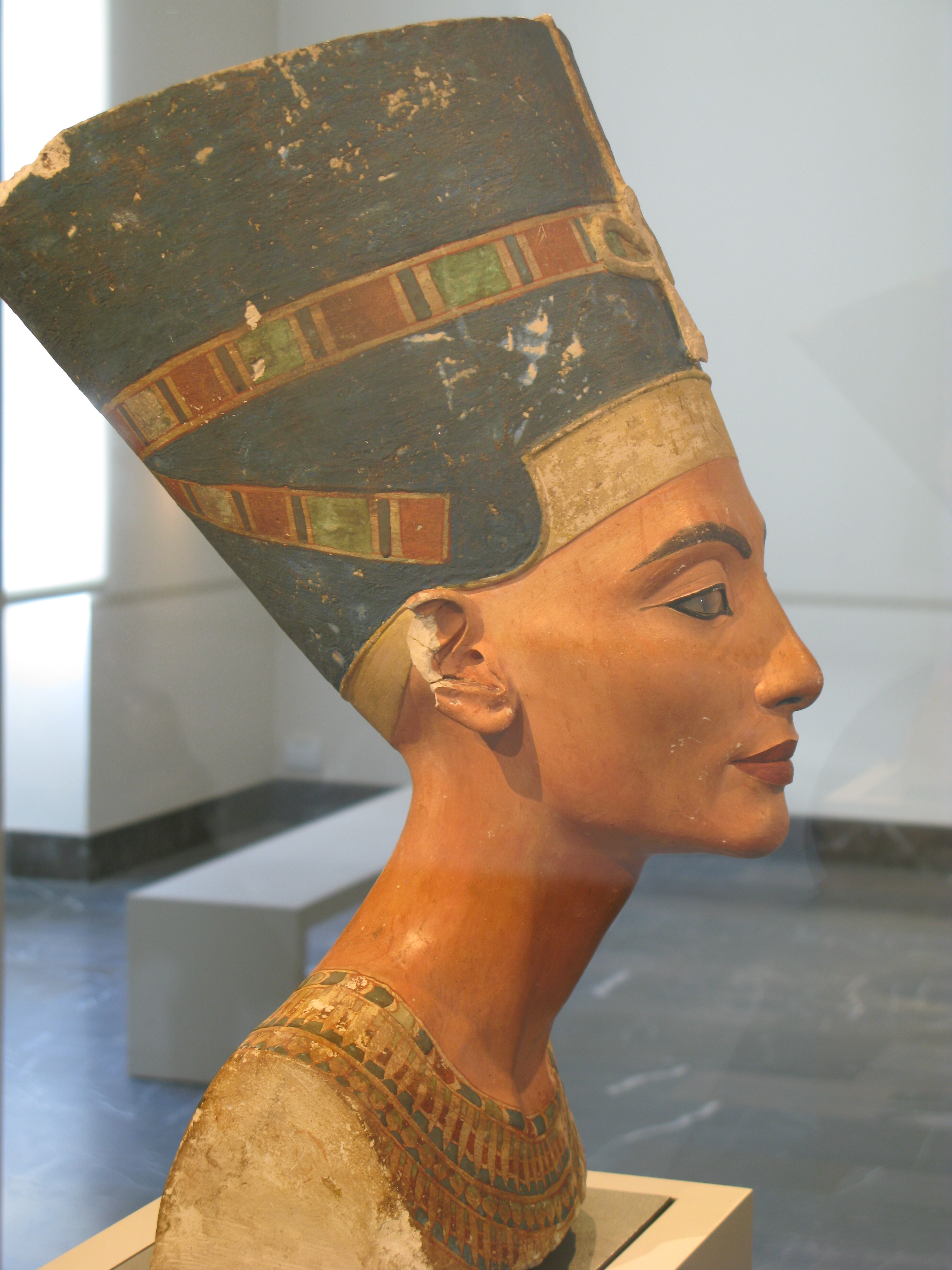
Busto de Nefertiti (Dinastía XVIII).

Los egipcios también produjeron un pigmento sintético verde-turquesa de composición análoga a la del azul egipcio. Se conoce como verde egipcio. El análisis de muestras de este pigmento demuestra que contiene mucha más sílice que el azul egipcio, del que hablaremos más adelante.
Según Ullrich, el verde egipcio puede ser sintetizado usando cuarzo (en forma de arena), óxido de calcio (en forma de caliza o de arena que contenga óxido de calcio), compuestos de cobre (minerales de cobre o chatarra de bronce) y natrón (carbonato de sodio hidratado) procedente del Wadi El Natrum (Bajo Egipto) como fundente. Los ingredientes se muelen hasta alcanzar una textura de polvo fino y se mezclan de acuerdo con la proporción: 4 partes de cuarzo, 1 parte de óxido de calcio, 1 parte de compuesto de cobre y 1 parte de natrón. Tras calentar la mezcla a 950 – 1000 °C durante 24-48 horas se produce una masa vítrea de color azul. Si esta masa se muele y se calienta de nuevo, en las condiciones antes descritas, la proporción de azul aumenta, pero si la temperatura excede los 1000 °C (o si hay una atmósfera reductora -poca aportación de oxígeno-) se produce la frita verde conocida como Verde Egipcio. La frita verde también se produce si la relación CuO : CaO no es 1:1.

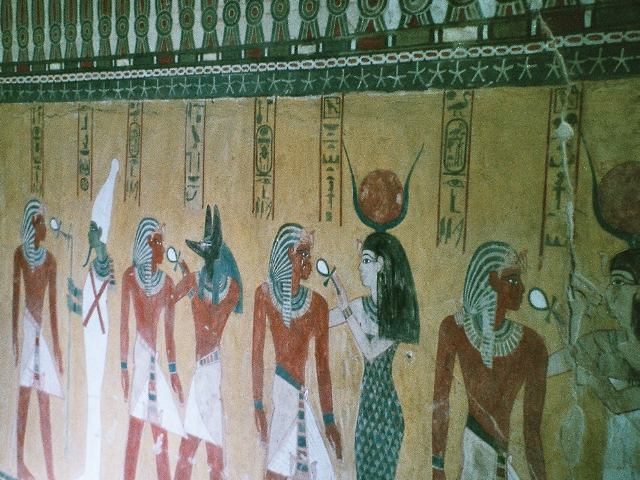
Decoración de la tumba de Tutmosis IV (Dinastía XVIII)

Ullrich afirma que el verde egipcio fue inventado durante la Dinastía VI y las primeras evidencias se encontraron en las tumbas de Unas y Khenti en Tebas. El Aal y colaboradores identificaron el verde egipcios en la tumba de Tutmosis III (Dinastía XVIII) en el Valle de los Reyes y Shilling lo identificó en la tumba de la reina Nefertari (Dinastía XIX).

### Mezclas
Vandenabeele y colaboradores descubrieron que el color verde de la decoración de las paredes de la tumba de Menna (Dinastía XVIII) era una mezcla de azul egipcio y oropimente. Para obtener un verde más intenso, los artistas egipcios solían mezclarlo con ocre rojo. Uda encontró en la ropa verde de una de las figuras que decoran la tumba de Amenhotep IV (Dinastía XVIII), hierro, calcio y cobre. Las microfotografías ópticas indican que el color verde está formado por dos capas, una pardo-amarillenta (ocre amarillo) y la otra azul (azul egipcio).

## Azul

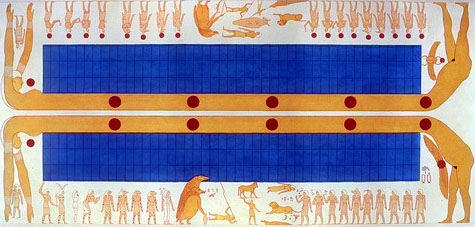
Decoración de la tumba de Ramses VII (Dinastía XX). Doble imagen de la diosa del cielo Nut.

El color azul (irtyw  y   ḫsbḏ) representaba el cielo y el agua y, en un sentido más cosmológico, "a los cielos" (dominio de los dioses) y "a la inundación primigenia" (la creación). Era un símbolo de vida y renacimiento y era el color que se empleaba para pintar la cara de Amón-Ra, cuando se quería enfatizar simbólicamente su papel en la creación del mundo.
En las minas del Sinaí, junto a la malaquita, se encontraba otro mineral que los egipcios llamaban ṯfr y nosotros azurita. 

### Azurita
La azurita es un carbonato básico de cobre. (2CuCO3.Cu(OH)2). Según Lucas la azurita ya era empleada para la preparación de las pinturas decorativas de las tumbas de la Dinastía IV. A finales de los años noventa David y colaboradores analizaron varias muestras de pintura que Flinders Petrie había excavado en Tell el Amarna durante su campaña de 1890. Los resultados de los análisis confirmaron el uso de la azurita por parte de los artistas de la Dinastía XVIII, en tiempos de Akhenaton.
La poca solidez de la azurita fue la razón técnica que empujó a los egipcios a buscar una solución que resolviera el problema.
En realidad la azurita siempre fue considerada un pigmento de baja calidad. En ciertas condiciones tiende a convertirse en malaquita, virando al verde. 
```
                                 azul                 verde
                            2CuCO
3
 • Cu(OH)
2
  →   CuCO
3
 • Cu(OH)
2
```

Fue por este motivo que los egipcios se las ingeniaron para encontrar una solución que resolviera las bajas solideces presentadas por la azurita. El problema quedó resuelto con la síntesis del pigmento que conocemos como azul egipcio.

### Azul egipcio

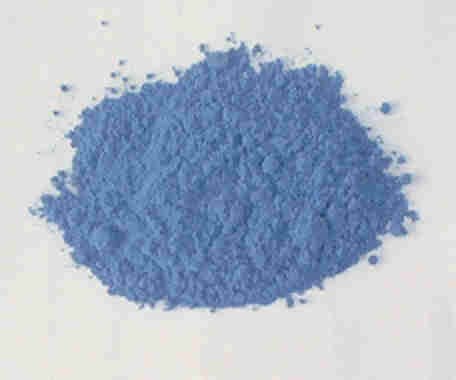
Azul egipcio.

El azul egipcio es, probablemente, el primer pigmento sintético de la historia. Se trata de un producto que se obtiene por fusión a unos 850 °C aproximadamente, mediante una mezcla de arena silícea (SiO2), calcita (CaCO3), mineral de cobre (malaquita o azurita) y natrón. La síntesis del azul egipcio puede esquematizarse de la siguiente manera:
```
                      CuCO
3
 + CaCO
3
 + 4SiO
2
    →   CuO . CaO . 4SiO
2
  + 2CO
2
```

La mayor parte de los investigadores está de acuerdo en que la composición química del azul egipcio es: CuCaSi4O10
La genialidad del proceso consiste en haber introducido el natrón como fundente, lo que permite que los otros componentes puedan reaccionar entre sí a una temperatura inferior a la que precisarían sin la presencia del natrón como fundente. (Por ejemplo la arena silícea se funde a 1714 °C, temperatura que no era posible alcanzar con la tecnología disponible en aquel momento).
La fusión de la frita se realizaba en crisoles de material refractario, formado por materiales arcillosos y arena. La temperatura durante el proceso de fusión de la frita debía mantenerse a un nivel no muy superior a los 850 °C por un tiempo que Forbes sitúa en 24 horas, pero que otros autores lo alargan hasta los 15 días. Tras la cocción y después de un largo enfriamiento se procedía a desmoldar la masa fundida rompiendo el crisol. El material en bruto era, a continuación, sometido a sucesivas operaciones de fraccionamiento, molturación, lavado, tamizado, etc. De esta manera se obtenía un pigmento que presentaba una excepcional solidez a la luz y a los agentes químicos, brillo y elevado poder colorante.
El hallazgo del azul egipcio más antiguo procede, según Riederer, de la Dinastía IV y se empleaba en la decoración de sarcófagos y estatuas de caliza. Hatton y colaboradores, por su parte, afirman que el primer uso del azul egipcio se encuentra en la pintura de la tumba 3121 en Saqqara, datada en el reinado de Qaa, último rey de la Dinastía I. Tanto Hatton y colaboradores como Riederer coinciden en que el uso habitual del azul egipcio se inició durante la IV Dinastía.
Las excavaciones en Tell el-Amarna sacaron a la luz antiguos talleres dedicados a la fabricación del azul egipcio; en ellos aparecieron pequeñas cantidades de las materias primas empleadas para fabricarlo. El azul egipcio también ha sido identificado en las pinturas murales de la tumba de Nefertari (Dinastía XIX) y en el busto de la reina Nefertiti procedente de Tell el-Amarna (Dinastía XVIII).
El uso del azul egipcio para decorar cerámica es raro, pero hay algún ejemplo como el de la cerámica azul hallada en la tumba Saff el-Dawaba, de la Dinastía XI, en el-Tarif al oeste de Tebas y el de la decoración de un vaso de alabastro de la  Dinastía XII, entre otros.

### Lapislázuli o azul ultramar
El lapislázuli o azul ultramar natural es un silicato de sodio y aluminio (Na8-10Al6Si6O24S2-4) que no existe en Egipto, lo importaban desde las minas afganas del valle del río Kokcha.
Las evidencias arqueológicas y las fuentes históricas han demostrado que el lapislázuli era usado como piedra semipreciosa y como elemento decorativo en edificación desde tiempos muy antiguos, pero no hay evidencia que indique que esta gema fuera molida y usada como pigmento azul.

### Azul de Cobalto
En Egipto se ha documentado el empleo de azul de cobalto en la fabricación de cerámica durante el Periodo amarniense, pero no se han encontrado aplicaciones de este pigmento en la decoración de tumbas o templos; su origen estaba en el Oasis del Kharga y fue usado durante el corto periodo de tiempo de Amarna. Por otro lado, hay que señalar que, aparte del periodo predinástico, la cerámica egipcia solo fue pintada a partir de la Dinastía XVIII y hasta principios de la Dinastía XIX.